# Hymenophyllum macroglossum
Hymenophyllum macroglossum är en hinnbräkenväxtart som beskrevs av V. d. Bosch. Hymenophyllum macroglossum ingår i släktet Hymenophyllum och familjen Hymenophyllaceae. Inga underarter finns listade.